# Viktória Hrunčáková
Viktória Hrunčáková (født Kužmová; født 11. maj 1998 i Košice, Slovakiet) er en professionel tennisspiller fra Slovakiet.